# Condado de Sullivan (Indiana)
O Condado de Sullivan é um dos 92 condados do Estado americano de Indiana. A sede do condado é Sullivan, e sua maior cidade é Sullivan. O condado possui uma área de 1 176 km² (dos quais 18 km² estão cobertos por água), uma população de 21 751 habitantes, e uma densidade populacional de 19 hab/km² (segundo o censo nacional de 2000). O condado foi fundado em 1817.